# Luis Trenker

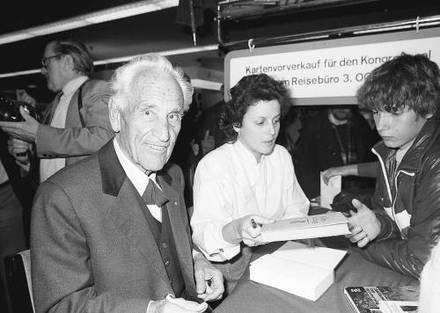
Luis Trenker bei einer Signierstunde in Freiburg im Breisgau, 1982

Luis Trenker, eigentlich Alois Franz Trenker (* 4. Oktober 1892 in St. Ulrich in Gröden, Tirol, Österreich-Ungarn; † 12. April 1990 in Bozen, Südtirol, Italien), war ein Bergsteiger, Schauspieler, Regisseur und Schriftsteller. Bekannt geworden ist er insbesondere durch seine Filme über die Alpen.

## Leben

### Ausbildung und Erster Weltkrieg

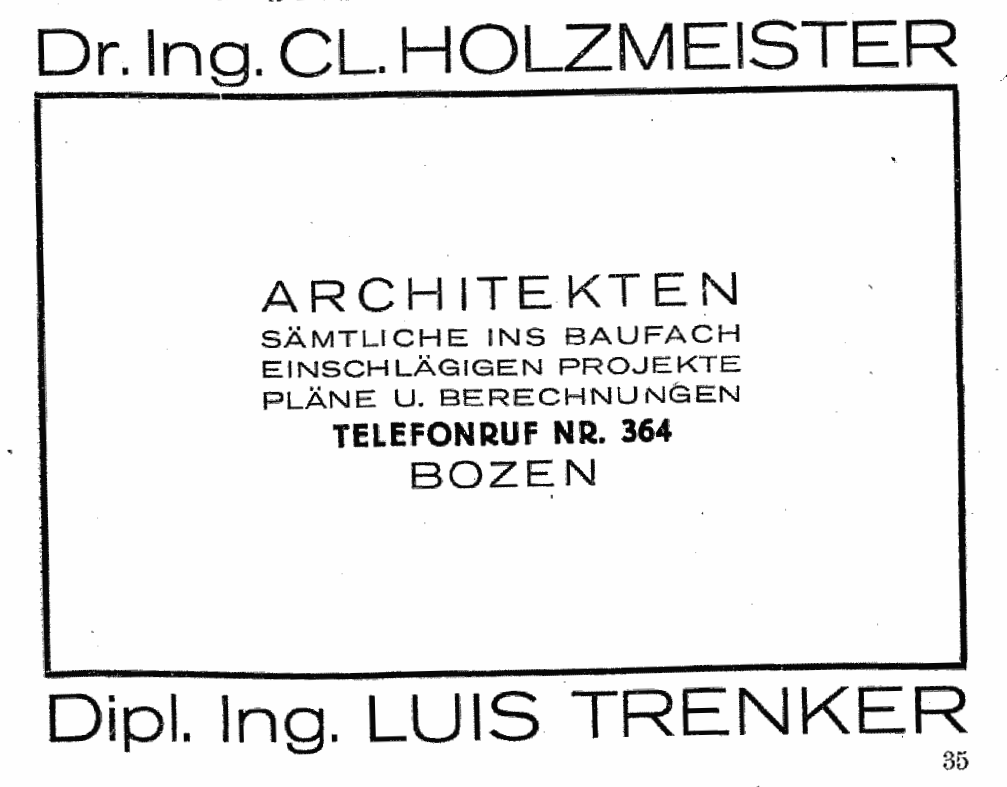
Annonce von Clemens Holzmeisters und Luis Trenkers gemeinsamem Architekturbüro im Bozener Telefonbuch von 1925

Alois „Luis“ Trenker war der Sohn des Holzbildhauers und Malers Jakob Trenker und seiner Frau Karolina geb. Demetz. Er wuchs zweisprachig auf, mit dem aus Nordtirol stammenden Vater sprach er Deutsch, Tiroler Dialekt, mit der Mutter und den anderen Kindern im Dorf sprach er meist Ladinisch. Nach dem Besuch der örtlichen Volksschule und der Bürgerschule im Knabenseminar Josefinum im nahen Bozen war Trenker kurzzeitig Ingenieur-Lehrling im Elektrizitätswerk seines Großvaters, Ferdinand Demetz, in St. Ulrich. Von 1903 bis 1905 besuchte er die Bau- und Kunsthandwerkerschule in Bozen. Dem schloss sich bis 1912 der Besuch der k. u. k. Realschule in Innsbruck an, wo er als Fremdsprache Italienisch lernte. Dort trat er der katholischen Mittelschulverbindung K.Ö.St.V. Cimbria Innsbruck im MKV bei. Bereits in seiner Schulzeit arbeitete er in den Ferien als Bergführer und Skilehrer. Trenker studierte nach der Reifeprüfung an der Technischen Hochschule Wien Architektur.
Am Ersten Weltkrieg nahm er von Beginn an teil. Zunächst kämpfte er als Offiziersanwärter bei der österreichisch-ungarischen schweren Artillerie an der Ostfront in Galizien und Russisch-Polen. Dann war er im Gebirgskrieg 1915–1918 gegen Italien eingesetzt, zuerst als Artilleriefähnrich im Sperrfort Verle bei Trient und nach einer Verwundung ab 1916 als Bergführer in einer Bergführerkompanie in den Dolomiten. Zum Kriegsende hatte er den Rang eines Oberleutnants.
Nach Kriegsende unternahm Trenker erfolglose Versuche, in Bozen eine kaufmännische Existenz zu gründen. Schließlich nahm er sein Architekturstudium wieder auf, das er 1924 an der Technischen Universität Graz beendete. Er arbeitete danach als Architekt in Bozen in einem gemeinsam mit Clemens Holzmeister geführten Büro. Trenker nahm an den Olympischen Spielen 1924 in Chamonix als Mitglied der italienischen Fünferbobmannschaft teil. Die Mannschaft, bestehend neben Trenker aus den Südtirolern Ludwig Obexer, Max Fink, Paul Herbert und Josef Steiner, belegte den sechsten und damit letzten Platz.

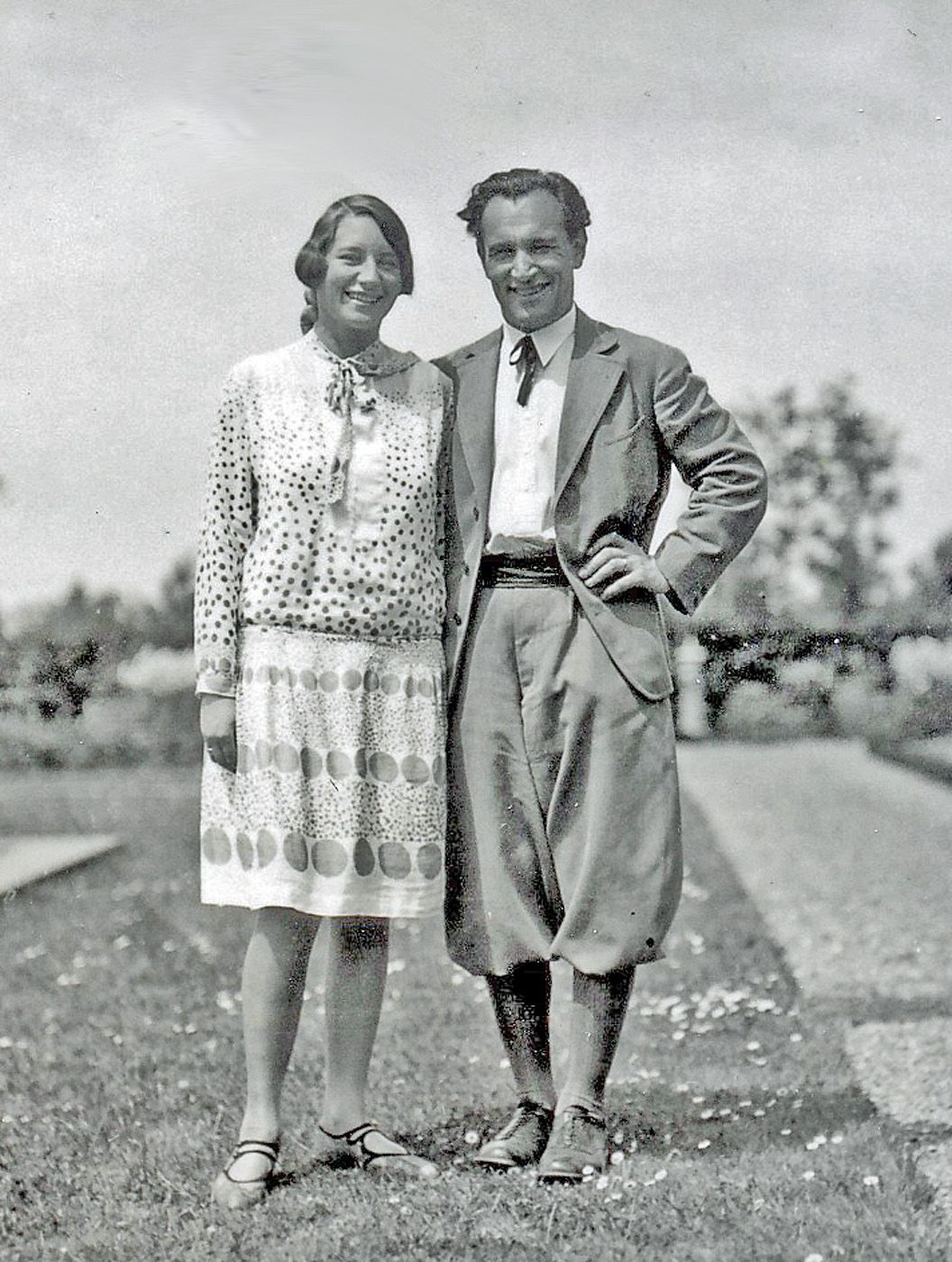
Luis Trenker und Hilda von Bleichert im Jahr ihrer Eheschließung (1928)

1928 heiratete Trenker Hilda von Bleichert (1903–1988), Tochter des Leipziger Großindustriellen Paul von Bleichert (1877–1938), mit der er vier Kinder hatte: Florian, der später in seine Fußstapfen treten sollte, Ferdinand, Barbara und Josef Trenker. Diese Kinder bescherten ihm eine Reihe von Enkeln und Urenkeln.

### Kontakte zum Film
Erste Kontakte zum Film ergaben sich 1921. Trenker wurde von Arnold Fanck für den Film Berg des Schicksals als Bergführer engagiert. Als Fanck feststellte, dass der vorgesehene Hauptdarsteller nicht klettern konnte, übernahm Trenker die Hauptrolle. Darauf folgten rasch weitere Filme, zunächst als Schauspieler, ab 1930 auch als Regisseur. In diesen ist Trenker oft Hauptdarsteller, Regisseur und Drehbuchautor in einer Person. Ein neues Gesetz von 1927, wonach in Italien nur noch inländische Studientitel anerkannt wurden, erschwerte Trenker, der in Österreich studiert hatte, seine Arbeit als Architekt. Kurze Zeit später gab er sein Architekturbüro auf, arbeitete nur noch als Künstler und lebte bis 1940 in Berlin im Bezirk Charlottenburg, nach eigenen Angaben 15 Jahre lang in der Dernburgstraße.
Als Regisseur debütierte er 1930 mit Der Sohn der weißen Berge. Dem Engagement von Carl Laemmle ist es zu verdanken, dass Trenker in Hollywood englischsprachige Versionen seiner ersten beiden Tonfilme herstellen konnte.
Ganz oder teilweise in Amerika spielen seine folgenden Arbeiten, Lebensentwürfe zweier in den USA scheiternder Auswanderer, die in ihren Beschreibungen fremder Städte und Natur famose visuelle Qualität entwickeln. Dem kompetenten Blick des Alpinisten auf Wolkenkratzer und in Straßenschluchten offenbarte sich New York als Landschaft, die verborgene Kamera dokumentierte neorealistisch Spuren der Weltwirtschaftskrise (Der verlorene Sohn, 1933/34). Die Wüsten des Westens hingegen erschienen ihm als Weiten, die Gefahren bergen (Der Kaiser von Kalifornien, 1935/36).

### Schriftsteller
Neben seinen Filmen veröffentlichte Trenker eine Reihe von Romanen, Artikeln und Erlebnisberichten. Seine erste Veröffentlichung war ein Bericht über die Dreharbeiten zum Kampf ums Matterhorn, den er auf Anregung Theodor Wolffs für das Berliner Tageblatt schrieb. Nach der großen positiven Resonanz dieses Artikels beim Publikum legte Trenker 1931 Berge in Flammen. Ein Roman aus den Schicksalstagen Südtirols nach dem gleichnamigen Kinoerfolg vor, der den Preis der Stadt Wien für das „Beste Buch des Jahres“ erhielt. Bei dieser wie bei weiteren Publikationen versicherte sich Trenker der Mitarbeit versierter „Ghostwriter“. Half ihm zunächst der Münchner Autor Walter Schmidkunz, der Trenker von Bergtouren schon ab 1913 kannte und 1928 den Dichterpreis der Stadt München erhalten hatte, so arbeitete Trenker ab 1935 mit dem bekennenden Nationalsozialisten Karl Springenschmid aus Salzburg zusammen. Wesentliche Teile von Trenkers Kriegserinnerungen Sperrfort Rocca Alta. Der Heldenkampf eines Panzerwerkes (1937) und weitere Werke, die später unter Trenkers Namen u. a. im Franz-Eher-Verlag der NSDAP erschienen, hatte sein Kriegskamerad, der Schriftsteller Fritz Weber, geschrieben. Die späteren, nach 1950 erscheinenden Auflagen seiner Bücher überarbeitete Trenker allein, vor allem indem er politisch kompromittierende Stellen überarbeitete oder strich.
Trenkers Art, sich anderer Autoren oder fremder Stoffe zu bedienen, brachte ihn auch vor Gericht. Bereits Arnold Fanck warf ihm Ende der 1920er Jahre vor, eine Filmhandlung aus Fancks Drehbüchern übernommen zu haben. Die Aussage zweier Mitarbeiter Fancks, die fortan für Trenker arbeiteten, verhinderte eine Verurteilung. 1937 hatte Trenker weniger Glück. Er wurde verurteilt, für seinen Historienfilm Condottieri ein Werk des Kärntner Pfarrers Michael Paul Moser plagiiert zu haben. Diese Vorstrafe wurde durch eine Begnadigung Hitlers am 19. Juli 1940 gestrichen. 1954 reichte dann Fritz Weber eine Feststellungsklage ein, dass er der Autor einiger Werke sei, die unter Trenkers Namen erschienen waren. Dieser Rechtsstreit wurde mit einem Vergleich beigelegt.

### Nationalsozialismus und italienischer Faschismus
Ein Hauptthema in Trenkers künstlerischem Schaffen ist die Idealisierung eines der Heimat- und Bergwelt verbundenen Lebens, das häufig der Dekadenz der Städte und Stadtbewohner gegenübergestellt wird. Das faschistische Regime in Italien und das NS-Regime im Deutschen Reich konnten Trenkers Werke nicht zuletzt deshalb instrumentalisieren. „Luis Trenkers Filmwerke der Dreißiger- und Vierzigerjahre konnten mühelos mit den völkischen Anforderungen mithalten, wiewohl aufgrund der Qualität seiner Produktion stets auch ein ästhetischer Überschuss vorhanden war, der weder im faschistischen noch im nationalsozialistischen Wertehorizont völlig aufging.“ Vor allem zählte Adolf Hitler lange Zeit zu Trenkers Bewunderern. Wenige Wochen vor der NS-Machtübernahme hielt Joseph Goebbels am 19. Januar 1933 in seinem Tagebuch fest: „Abends Film. Luis Trenker, Der Rebell. Die Spitzenleistung. Ein nationalistischer Tiroler Aufbruch. Ganz große Massenszenen [...]. Hitler ist Feuer und Fett.“
Sein Filmschaffen in Italien hatte die ideologischen Erwartungen Benito Mussolinis erfüllt. Auf eine Bemerkung des Emigranten Paul Kohner, dass Condottieri (1937) wirklich ein faschistischer Film sei, antwortete Trenker damals offen: „Sie wundern sich? Ich erhielt doch den Auftrag, diesen Film zu machen, und die italienische Regierung finanzierte auch zum großen Teil die Arbeiten dazu. Wie soll denn da ein Film anders werden?“ Dieser Film, eine deutsch-italienische Koproduktion, für deren Massenszenen 60 Mann der Leibstandarte SS Adolf Hitler abkommandiert wurden, gilt der Filmwissenschaft heute aufgrund seines „propagandistischen Charakters“ als Beispiel für den „italienischen Film im Faschismus“. Ein interessantes Detail dabei war, dass Trenker seine Filme auch in Italien in seiner deutschen Muttersprache aufnahm; dies scheint die faschistischen Machthaber nicht weiter gestört zu haben. Trenker setzte sich auch besonders für die in Bozen geplante Filmstadt ein, die allerdings nie errichtet wurde.
Trenker, der ab 1927 in Berlin lebte, trat schon im September 1933 der nationalsozialistischen Reichsfachschaft Film bei. Anfang April 1933 meldete die Zeitschrift Kinematograph, dass Trenker gemeinsam mit Carl Boese, Victor Janson und Fritz Lang die Abteilung Regie in der Nationalsozialistischen Betriebszellenorganisation (NSBO) gegründet habe, wofür es aber keine weiteren Belege gibt. Lang zumindest erklärte 1962 in einem Interview, er habe keine leitende Funktion in einer der NSDAP nahestehenden Organisation bekleidet. Entgegen seinen späteren Behauptungen optierte Trenker im März 1940 im Zuge des Südtiroler Optionsabkommens nach langem Zögern für das Deutsche Reich. Seine über 70-jährigen Eltern entschieden sich dagegen in Südtirol zu bleiben. Am 22. Juli 1940 beantragte er die Aufnahme in die NSDAP und wurde zum 1. Oktober desselben Jahres aufgenommen (Mitgliedsnummer 8.181.851).
Trenker versuchte sich dem Druck der künstlerischen Unterordnung zum Teil zu widersetzen, er fühlte sich vom deutschen NS-Regime immer weiter in die Enge getrieben. Bei den NS-Stellen waren schon früh Beschwerden über Trenker eingegangen, die jedoch ohne direkte Folgen blieben und seinen Stellenwert für die NS-Spitze viele Jahre lang nicht beeinträchtigten. Zunächst wurde er von P. G. Wohlhuber (Reichspropagandaleitung Abt. IV) im Februar 1934 denunziert. Dieser hatte Trenker belauscht, als er seinem Ärger in einem Gasthof Luft machte. Trenker beschwerte sich über die strengen deutschen Gesetze und meinte, so wolle er keine Filme mehr drehen, und überhaupt könnten sie ihn in Berlin „kreuzweise“. Fred Lyssa, Produktionsleiter der UFA, denunzierte ihn nur wenig später (März 1934) in einem ausführlichen Brief, in dem er eine Äußerung Trenkers bei einer gemeinsamen Autofahrt in New York wiedergab: „Ich habe da gestern einen Schweden gesprochen – na ja er hat ja Recht, es ist auch eine Schande, dass die Deutschen die Literatur verbrannten und dass Deutschland die Juden rausschmeisst“.
1934 waren Beschwerden beim Reichsfachschaftleiter Film wegen der Verschleuderung des von Trenker nach Südtirol eingeführten deutschen Kapitals eingegangen. Von seinen Mitarbeitern darauf angesprochen, entgegnete Trenker wörtlich: „Ich bin Tiroler hier in Tirol, und das ‚Deutsche Kapital‘ ist mir wurscht!“, und machte somit klar, dass er es weiter nach eigenem Gutdünken verwenden werde. Auch wurde er mehrfach von Mitarbeitern kritisiert, er engagiere zu viele Ausländer in seinen Filmen. Es gab auch eine Mahnung (Februar 1938) der Reichstheaterkammer, da Trenker in Wien jüdische Schauspieler verpflichtete.
Die „Wertschätzung der Nationalsozialisten“ blieb Trenker trotzdem „lange erhalten“. Sie „erfuhr erst eine Trübung, als er sich nach der Einigung zwischen Mussolini und Hitler nicht recht entscheiden mochte, ob er, der Südtiroler, nun für Italien oder das Deutsche Reich votieren sollte. Das Lavieren trug ihm böse Kommentare von NS-Funktionären ein.“ So fasste im September 2005 die Tageszeitung Die Welt das Verhältnis der NS-Spitze zu Trenker zusammen.
Aufgrund seines Zögerns in der schwierigen Optionsfrage fiel Trenker bei der NS-Führung dann im Frühjahr 1940 in Ungnade. Am 5. März 1940 verzeichnete Goebbels dazu in seinem Tagebuch: „Ich trage dem Führer den Fall Trenker vor. Dieses Schweinestück hat in Südtirol nicht für uns optiert. Hinhalten, freundlich sein, aber abservieren.“ Kurz darauf wurden auf direkte Anweisung von Goebbels sämtliche seiner Filmprojekte eingefroren oder abgesagt. 1940 beauftragte Himmler seinen Geheimdienst SD, die früheren „deutschfeindlichen“ Äußerungen Trenkers nochmals näher zu untersuchen.
Trenkers weiteres politisches Agieren bezeichnete Der Spiegel 1994 dann als „Werben um die Gunst der Nazi-Größen“ und als „serviles Bemühen, das Wohlwollen der Nazis wiederzuerringen“. Ende März 1940 optierte er schließlich fürs Deutsche Reich, versicherte sich aber, dass seine Eltern weiterhin in ihrem Haus in Südtirol verbleiben durften. Er wurde bei Goebbels vorstellig, dem er laut dessen Aufzeichnungen „etwas von seinem Deutschtum vor[geschwafelt]“ habe.
Dies und seine Bittschreiben an Hitler, Goebbels und Himmler blieben allesamt erfolglos. Um etwa seine Entscheidungskrise in der Südtiroler Optionsfrage zu rechtfertigen, verfasste er ein weiteres Schreiben an Hitler, in dem er seine innere Bindung an sein Geburtsland und seine Berge beschreibt, aber auch erklärte: „Sie, mein Führer […] können sich verlassen, daß ich zu gegebener Stunde genau weiß, wo ich hingehöre und wo ich zu stehen habe.“
Der Reichskommissar für die Festigung deutschen Volkstums sandte 1941 ein Schreiben an den persönlichen Stab Himmlers, in dem sämtliche Zuwiderhandlungen Trenkers angeführt sind: Trenkers zwiespältiges Hofieren bei den italienischen Machthabern, seine Äußerungen gegen die Abwanderung der Südtiroler aus ihrem Gebiet sowie der Hinweis auf „deutschfeindliche“ Betätigungen im Ausland. In seiner beim Sicherheitsdienst hinterlegten Karteikarte findet man auch die Bezeichnung „deutschfeindlich“.
1941 wurden das Drehbuch und die Finanzierung eines neuen Films abgelehnt, da Trenker darauf bestanden hatte, in den italienischen Alpen zu drehen. Auch andere Filmprojekte wurden von der Reichsleitung abgelehnt. 1942 spielte er als Hauptdarsteller mit Genehmigung der Reichsfilmkammer im nationalsozialistischen Propagandafilm Germanin – Bayer 205. Das Drehbuch stammte diesmal allerdings nicht von Trenker selbst; Regie führte Goebbels’ Schwager Max W. Kimmich. Die Hauptrolle in Germanin trug Trenker nach 1945 „den Ruf eines Nazi-Schauspielers“ ein. Wie aus einem Brief an den Stab Himmlers hervorgeht, wurde Trenker nach diesem Film offiziell mit Berufsverbot belegt.
1940 verließ er Berlin und zog nach Rom, wo er sich bessere Bedingungen erhoffte und 1942 Pastor Angelicus drehte. Er konnte 1943, diesmal auch wieder in der Funktion des Regisseurs und Autors, in Italien mit den Dreharbeiten zum Film Im Banne des Monte Miracolo beginnen, die er jedoch erst fünf Jahre später in Österreich beenden konnte. Stefan König und Florian Trenker bezeichnen diesen Film „als eigentliche letzte filmische Tätigkeit Trenkers zur Zeit des Dritten Reiches“. Er zog sich schließlich nach Bozen zurück und versuchte weiterhin, Finanzmittel für neue Filmprojekte aufzutreiben.
Anhand der Akten über Trenker im Berliner Document Center ergibt sich nach Ansicht des Autors Florian Leimgruber folgendes Bild in der NS-Zeit: „Uns begegnet weder ein kraxelnder Freiheitsheld noch ein kriecherisch-unterwürfiger Handlanger oder Kollaborateur. […] ein normaler Durchschnittsmensch, der auch in schwierigsten Situationen in erster Linie darauf bedacht ist, sich und seine Schäfchen ins Trockene zu bringen, sich seine ökonomischen Möglichkeiten und die berufliche Entfaltung nicht vermiesen zu lassen.“

### Nachkriegszeit
Trenker wurde von Kritikern trotz seines faktischen Berufsverbots opportunistisches Verhalten gegenüber dem Hitler-Regime vorgeworfen. Vergebens wies er darauf hin, dass Adolf Hitler später seine Filme „wurmstichig“ genannt und Goebbels ihn als „Schuft und vaterlandslosen Gesellen“, den man hinhalten und dann erledigen müsse, bezeichnet hatte.
Als italienischer Staatsangehöriger war Trenker von der Entnazifizierung nicht betroffen.
Nach 1945 verkaufte er zunächst Schnitzereien aus Gröden. Er verkaufte neue Schnitzereien als Antiquitäten, nachdem er sie mit Schrot beschossen, mit dem Lötkolben versengt oder zeitweise in der Erde vergraben hatte.
Ab 1946 versuchte er ein gefälschtes angebliches Manuskript der Tagebücher Eva Brauns in Europa und den USA zu verkaufen. 1948 erschienen die Tagebücher zunächst in Frankreich und Italien als Buch. 1949 folgten Bücher in den Niederlanden und Großbritannien. Als nach der Wiener Zeitung Welt am Abend auch die Nürnberger Zeitschrift Wochenend im September 1948 mit einem deutschsprachigen Vorabdruck des angeblichen Tagebuchs begann, wurde dieser nach der ersten Ausgabe von der Familie Braun mit Leni Riefenstahl als Nebenklägerin durch eine einstweilige Verfügung des Landgerichts München I gestoppt. Jahrzehnte später wollte dann auch Trenker von dieser Episode nichts mehr wissen. Auf die gefälschten Tagebücher angesprochen, erklärte er 1976: „Ich habe nie ein Tagebuch der Eva Braun veröffentlicht, das war eine Unterschiebung einiger Presseleute, die die angeblichen Tagebuchnotizen gegen meinen Willen veröffentlicht haben, weil sie dieselben dann leichter verkauft haben. Ich habe auch nie im Leben etwas von einem Tagebuch der Gräfin Larisch gelesen oder gehört.“ Die wahre Urheberschaft der Fälschung blieb ungeklärt. Bis heute wird meist von einer Urheberschaft Trenkers ausgegangen.
1949 setzte Trenker mit der 1937 in Berlin gegründeten Luis Trenker-Film GmbH seine Filmarbeit in München fort. Er drehte, zunächst in Koproduktion mit der Olympia-Film GmbH München, Kurzfilme über die Bergwelt, Porträts ihrer Bewohner. Es dauerte bis in die 1950er Jahre, bis Trenker, der zwischen München und Bozen pendelte, wieder an alte Filmerfolge anknüpfen konnte. Er drehte zunächst Dokumentarfilme, die die Bergwelt behandeln, und ab 1955 wieder Kinofilme.

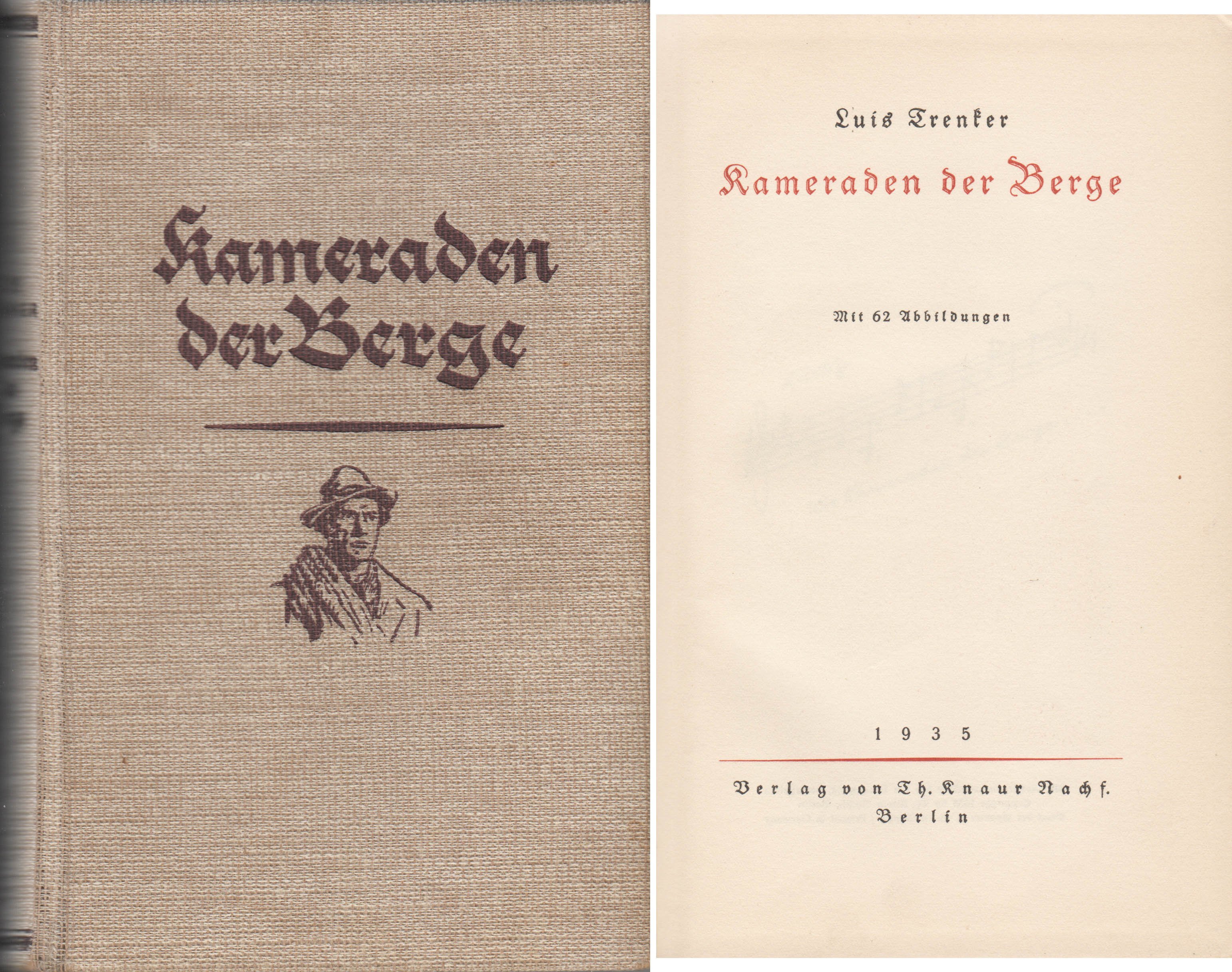
Kameraden der Berge von Luis Trenker (1935)

In der Sowjetischen Besatzungszone wurden seine Werke Kampf in den Bergen (Neufeld & Henius, Berlin 1932), Berge in Flammen (Knaur, Berlin 1935), Sperrfort Rocca Alta (Knaur, Berlin 1938), Leuchtendes Land (Eher, München 1941) und Hauptmann Ladurner (Eher, München 1943) sowie in der Deutschen Demokratischen Republik Kameraden der Berge (Knaur, Berlin 1935) und Tiroler Helden (Knaur, Berlin 1942) auf die Liste der auszusondernden Literatur gesetzt.
1959 lief im Bayerischen Rundfunk die Sendung Luis Trenker erzählt an, in der Trenker schwungvoll und packend über sein Leben erzählte. Ab 1965 drehte er überwiegend Dokumentarfilme über seine Heimat Südtirol. So trat er auch regelmäßig in der TV-Kindersendung Sport-Spiel-Spannung auf. In den 1970er Jahren hatte er seine eigene Sendung im öffentlich-rechtlichen Fernsehen (Berge und Geschichten). Erfolg hatte Trenker auch noch als Gelegenheitsschauspieler (so in der Fernsehserie Luftsprünge, 1969) und als Vermarkter seines unumstrittenen Rufs als Fachmann für alles irgendwie Alpine („Trenker-Hut“, „Trenker-Cord“). Dazu zählen auch die zahlreichen in Zusammenarbeit mit Helmut Dumler edierten Alpen-Bildbände (Bruckmann Verlag, München 1970–1980).
1974 war er eines der Gründungsmitglieder der bayerischen Sektion des Freien Deutschen Autorenverbandes, dem er später auch als Vorsitzender vorstand. Er war engagiertes Mitglied der Deutschen Angestellten-Gewerkschaft.
Trenker hat den Freilichtfilm, den Film ohne Schminke, entdeckt und hoffähig gemacht. Ihn auf den Begriff Bergfilmer zu reduzieren, ist falsch. Er drehte mit Der Berg ruft zwar einen herausragenden Bergfilm, inszenierte aber auch Abenteuerfilme, Komödien, Krimis und Historienfilme, in denen das Motiv Berg eines von vielen war. Die eindringliche Hungerszene in Der verlorene Sohn wurde von Roberto Rossellini als wichtiger Eindruck auf dem Weg zum Neorealismus genannt.
In seinen letzten Lebensjahren setzte sich Luis Trenker auch für Umwelt- und Naturschutz ein und sprach sich etwa vehement gegen eine durch das Oberpustertal führende Neutrassierung der sogenannten „Alemagna“-Autobahn aus. Luis Trenker starb am 12. April 1990 mit 97 Jahren in Bozen an einer Lungenentzündung und wurde im Ortsfriedhof seiner Heimatgemeinde St. Ulrich in Gröden im Familiengrab beerdigt.

## Rezeption
Unter dem Titel Luis Trenker – Der schmale Grat der Wahrheit drehte Wolfgang Murnberger 2014 einen Film über Trenker, in dem Tobias Moretti Trenker spielte.
Das Grödener Volksmusikduo Die Ladiner widmete ihm „Das Luis Trenker Lied“, das 2002 auf ihrem Album „Allein in Einsamkeit“ veröffentlicht wurde.

## Auszeichnungen und Ehrungen
- 1936: Mussolini-Preis (Coppa Mussolini) für den besten ausländischen Film bei der Biennale in Venedig für Der Kaiser von Kalifornien
- 1966: Ehrenkreuz der Stadt Wien
- 1966: Komturkreuz der Italienischen Republik
- 1971: Goldener Nürnberger Trichter der Nürnberger Trichter Karnevalsgesellschaft e. V. 1909
- 1977: Goldenes Verdienstkreuz des Landes Tirol
- 1978: Karl-Valentin-Orden
- 1979: Bayerischer Verdienstorden
- 1982: Filmband in Gold für langjähriges und hervorragendes Wirken im deutschen Film
- 1982: Bundesverdienstkreuz am Bande

## Werke
Einige der unter Trenkers Namen veröffentlichten Werke wurden weitgehend von teilweise nicht genannten Ghostwritern und Koautoren wie Fritz Weber verfasst; Trenkers tatsächlicher Anteil für die hier aufgeführten Werke ist daher nicht bekannt. Es kam mehrfach zu juristischen Auseinandersetzungen von Trenker mit Ghostwritern und Koautoren.

### Romane, Erzählungen

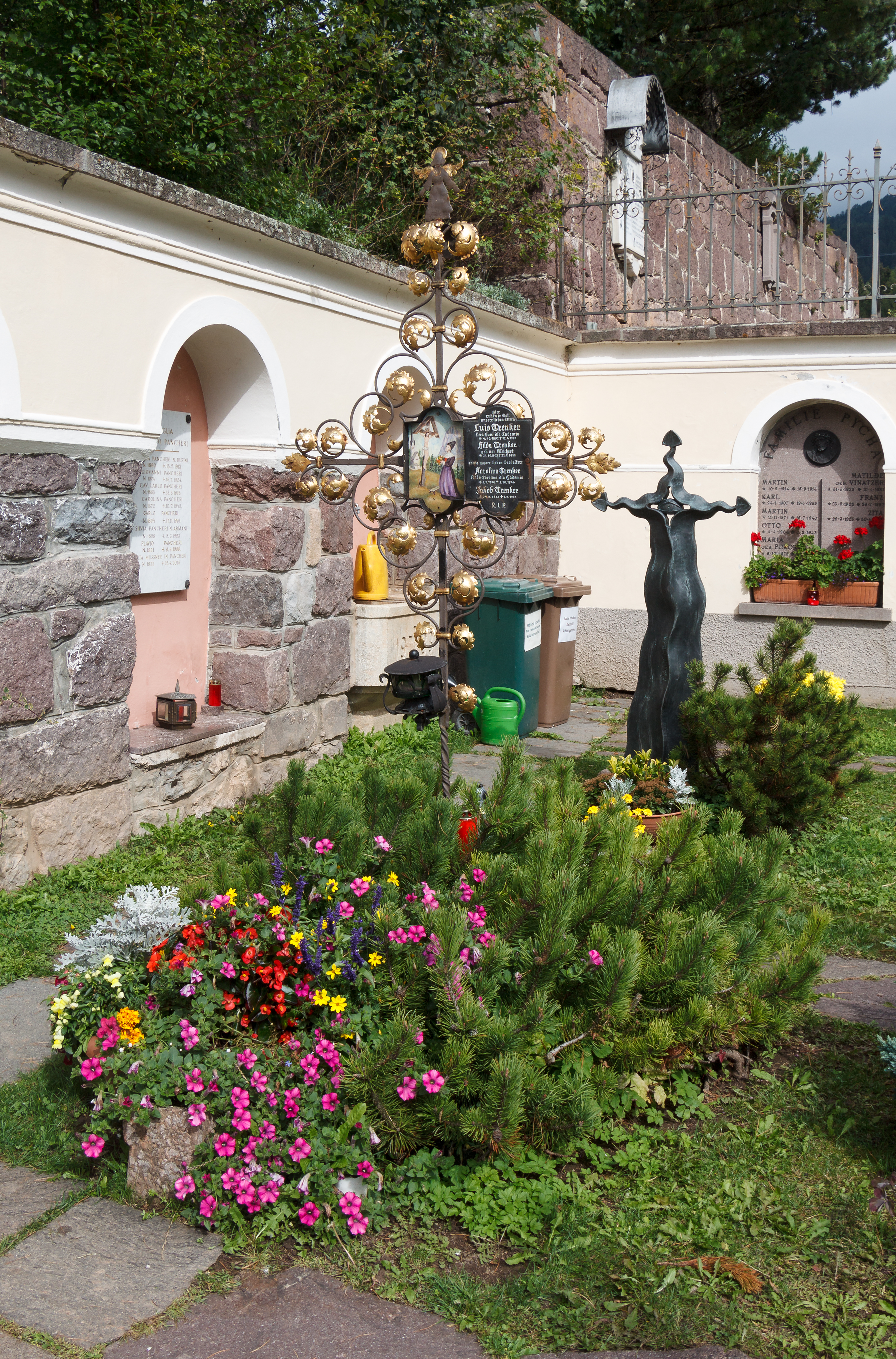
Grabstätte der Familie Trenker

- Meine Berge. Das Bergbuch. Neufeld & Henius, Berlin 1931, DNB 361773463 (Unter Mitarbeit von Walter Schmidkunz).
- Berge in Flammen. Ein Roman aus den Schicksalstagen Südtirols. Neufeld & Henius, Berlin 1931, DNB 576716073 (Neueste Auflage morisel, München 2014. ISBN 978-3-943915-05-1).
- Berge im Schnee. Das Winterbuch. Neufeld & Henius, Berlin 1932, DNB 36177348X.
- Kameraden der Berge. Rowohlt, Berlin 1932, DNB 576716154.
- Der Rebell. Ein Freiheitsroman aus den Bergen Tirols. Neufeld & Henius, Berlin 1933, DNB 576716294.
- Berge und Heimat. Das Buch von den Bergen und ihren Menschen. Neufeld & Henius, Berlin 1933, DNB 361773447 (Mit Walter Schmidkunz).
- Der verlorene Sohn. Ullstein, Berlin 1934, DNB 576716359.
- Helden der Berge. Knaur, Berlin 1934, DNB 576716111 (Mit Karl Springenschmid und Walter Schmidkunz).
- Leuchtendes Land. Eher, München 1937, DNB 57671626X (Mit Karl Springenschmid).
- Sperrfort Rocca Alta. Der Heldenkampf eines Panzerwerkes. Knaur, Berlin 1937, DNB 576716324 (Im Wesentlichen geschrieben von Fritz Weber. Neueste Auflage morisel, München 2014. ISBN 978-3-943915-11-2).[28]
- Hauptmann Ladurner. Ein Soldatenroman. Eher-Verlag, München 1940, DNB 576716219 (Geschrieben von Fritz Weber als Ghostwriter).
- Der Feuerteufel. Ein Speckbacherroman. Knaur, Berlin 1940, DNB 57671609X.
- Sterne über den Gipfeln. Knaur, Berlin 1942, DNB 576716405 (Gemeinsam mit Fritz Weber).
- Heimat aus Gottes Hand. Wolff, Flensburg 1948, DNB 455105332.
- Duell in den Bergen. Ein Roman aus den Dolomiten. Bertelsmann, Gütersloh 1951, DNB 455105235.
- Glocken über den Bergen. Roman. Bertelsmann, Gütersloh 1952, DNB 455105308.
- Sonne über Sorasass. Ein heiterer Roman aus den Dolomiten. Bertelsmann, Gütersloh 1953, DNB 455105596.
- Helden am Berg. Bertelsmann, Gütersloh 1956, DNB 455105391.
- Schicksal am Matterhorn. Roman. Bertelsmann, Gütersloh 1957, DNB 455105464.
- Das Wunder von Oberammergau. Roman. Rütten & Loening, Hamburg 1960, DNB 455105650.
- Die Farm am Kilimandscharo. Hoch, Düsseldorf 1960, DNB 455105294.
- Sohn ohne Heimat. Roman. Rütten & Loening, Hamburg 1960, DNB 455105502.
- Der Kaiser von Kalifornien. Roman. Verlag der Freizeit-Bibliothek, Hamburg 1961, DNB 455105421.

### Autobiografie
- Alles gut gegangen. Geschichten aus meinem Leben. Mosaik-Verlag, Hamburg 1965.

### Drehbücher/Spielfilme (Auswahl)
- 1924: Der Berg des Schicksals
- 1926: Der heilige Berg
- 1927: Der große Sprung
- 1928: Der Kampf ums Matterhorn
- 1929: Der Ruf des Nordens
- 1930: Die heiligen drei Brunnen
- 1930: Die große Sehnsucht
- 1930: Der Sohn der weißen Berge (zusammen mit Walter Schmidkunz)
- 1931: Berge in Flammen (zusammen mit Walter Schmidkunz)
- 1932: Der Rebell (zusammen mit Walter Schmidkunz)
- 1932: The Doomed Battalion
- 1934: Der verlorene Sohn
- 1936: Der Kaiser von Kalifornien
- 1937: Condottieri
- 1938: Der Berg ruft!
- 1938: Liebesbriefe aus dem Engadin
- 1940: Der Feuerteufel
- 1943: Germanin
- 1943/48: Im Banne des Monte Miracolo
- 1950: Duell in den Bergen
- 1952: Kleine Kletterfahrt (Kurzfilm)
- 1955: Flucht in die Dolomiten
- 1956: Von der Liebe besiegt
- 1956: Gold aus Gletschern
- 1957: Wetterleuchten um Maria
- 1960: Grüß Gott, Herr Pfarrer (Kurzfilm)
- 1962: Sein bester Freund

### Fernsehserie
- 1969–1970: Luftsprünge (ZDF) (13 Episoden)

### Dokumentation
- Reisewege Südtirol – Auf den Spuren von Luis Trenker. Dokumentation, 2007, 45 Min., Regie: Vera Meyer-Matheis, Produktion: SR, Erstsendung: 21. Februar 2007, Inhaltsangabe des SR.
- Im Museum Gherdëina in St. Ulrich in Gröden sind zahlreiche Personalien von Luis Trenker ausgestellt. Das Museum betreut auch das digitalisierte „Luis Trenker Archiv“.
- Pastor Angelicus. Papst Pius XII. im Vatikan (Ausz. Cover-Text: Historischer Dokumentarfilm über das Leben und die ersten Pontifikatsjahre von Papst Pius XII. bis zum Ende des Zweiten Weltkrieges) o. J. (Fragmente offb. von 1942), 76 Min., Regie: Luis Trenker, DVD: morisel 2013.